# Udumalaipettai
Udumalaipettai (o Udumalpet, Udamalpet, Udumalaippettai) è una suddivisione dell'India, classificata come municipality, di 58.893 abitanti, situata nel distretto di Tirupur, nello stato federato del Tamil Nadu. In base al numero di abitanti la città rientra nella classe II (da 50.000 a 99.999 persone).

## Geografia fisica
La città è situata a 10° 34' 60 N e 77° 15' 0 E e ha un'altitudine di 381 m s.l.m..

## Società

### Evoluzione demografica
Al censimento del 2001 la popolazione di Udumalaipettai assommava a 58.893 persone, delle quali 28.993 maschi e 29.900 femmine. I bambini di età inferiore o uguale ai sei anni assommavano a 4.951, dei quali 2.515 maschi e 2.436 femmine. Infine, coloro che erano in grado di saper almeno leggere e scrivere erano 47.809, dei quali 24.674 maschi e 23.135 femmine.